# Gáldar
Gáldar è un comune spagnolo di 22 154 abitanti situato nell'isola di Gran Canaria, nella comunità autonoma delle Canarie.